# خوان بابلو رييس
خوان بابلو رييس (2 أغسطس 1985 في الإكوادور - ) هو لاعب كرة قدم إكوادوري في مركز الدفاع. لعب مع Rochester Rhinos ‏ وOrlando Sharks ‏ وOrlando City U-23 ‏ وCocoa Expos ‏ وRochester Lancers (MASL) ‏ وUtica City FC ‏.

## وصلات خارجية
- خوان بابلو رييس على موقع قاعدة بيانات كرة القدم.إي يو (الإنجليزية)